# Fort Kobbe
Fort Kobbe est un fort de l'armée américaine, créé en 1932. Il était à proximité de la base Air Force Howard, au Panama. L'installation était relativement modeste et hébergeait un bataillon de parachutistes du 187e régiment d'infanterie, le 2/187e Rakkasans (en anglais : (2/187th Rakkasans) et plus tard, le 508e régiment d'infanterie (1/508 ABN) (en anglais : 1/508th ABN), une batterie d'artillerie (Battery B 22 Field Artillery) M-102 105mm ; une batterie de six canons avec son équipement de surveillance et projecteurs, un bataillon du génie (518th ENG BN) et un bataillon d'hélicoptères de combat.
Cette base était située sur la rive ouest du canal de Panama. Une grande partie du territoire autour de la base était inhabitée (en fait, une partie de la zone du canal), bien que Panama City soit facilement accessible en traversant le tout proche « Pont des Amériques » Bridge of the Americas.
Le site s'est d'abord appelé Fort Bruja. Le 15 avril 1932, en honneur du major général William A. Kobbe, il a été rebaptisé Fort Kobbe. En 2000, il est passé sous le commandement de la République du Panama.